# Arthrosaura versteegii
Arthrosaura versteegii — вид ящірок родини гімнофтальмових (Gymnophthalmidae). Мешкає на Гвіанському нагір'ї. Вид названий на честь нідерландського герпетолога Герарда Мартінуса Верстега.

## Поширення і екологія
Arthrosaura versteegii мешкають у Венесуели, Бразилії, Суринамі і Французькій Гвіані, ймовірно, також у Гаяні. Вони живуть у лісових масивах в саванах, серед опалого листя. Зустрічаються на висоті від 100 до 14000 м над рівнем моря, переважно на рівнинах.